# Trachyscorpia verai
Trachyscorpia verai is een straalvinnige vissensoort uit de familie van de schorpioenvissen (Sebastidae). De wetenschappelijke naam van de soort is voor het eerst geldig gepubliceerd in 2009 door Béarez & Motomura.